# Camsell Island
Camsell Island är en ö i Kanada.   Den ligger i Hudson Bay i territoriet Nunavut, i den östra delen av landet, 1 200 km norr om huvudstaden Ottawa.